# Focus (hudební skupina)
Focus je nizozemská progresivně rocková skupina, založená v roce 1969. Nejvíce je proslavila skladba Hocus Pocus z roku 1973 s perfektní kytarou, instrumentálními pasážemi a Leerovým jódlováním.
Založili ji v roce 1969 student konzervatoře v Amsterdamu Thijs van Leer (flétna a klávesové nástroje), Martin Dresden (basová kytara) a Hans Cleuver (bicí). Brzy se k nim připojil kytarista Jan Akkerman.
V roce 1970 účinkovali v nizozemské verzi muzikálu Hair a ve stejném roce nahráli v trojici první album In and Out of Focus. Jako singl vyšla skladba „House of the King“.
V tvorbě skupiny jsou zřetelné vlivy jazzové a klasické hudby.

## Členové

### Současní
- Thijs van Leer - klávesy, flétna, zpěv (1969–1978, 1990, 1999, 2001–dosud)
- Menno Gootjes - kytara (1999, 2010–dosud)
- Bobby Jacobs - baskytara (2001–dosud)
- Pierre van der Linden - bicí (1970–1974, 1975, 1990, 2004–dosud)

### Dřívější
- Jan Akkerman - kytara (1969, 1970–1977, 1990)
- Philip Catherine - kytara (1977–1978)
- Eef Albers - kytara (1978)
- Jan Dumée - kytara (2001–2006)
- Martin Dresden - baskytara (1969–1970)
- Cyril Havermans - baskytara (1970–1971)
- Bert Ruiter - baskytara (1971–1978, 1990, 1999)
- Hans Cleuver - bicí (1969–1970, 1999)
- Colin Allen - bicí (1974–1975)
- David Kemper - bicí (1975–1978)
- Steve Smith - bicí (1978)
- Ruben van Roon - bicí (2001)
- Bert Smaak - bicí (2001–2004)
- Niels van der Steenhoven - kytara, zpěv (2006–2010)

## Diskografie
- 1970: Focus Plays Focus (také In And Out Of Focus)
- 1971: Focus II (také Moving Waves)
- 1972: Focus 3
- 1973: At the Rainbow
- 1974: Hamburger Concerto
- 1975: Mother Focus
- 1976: Ship of Memories
- 1978: Focus con Proby
- 1985: Focus: Jan Akkerman & Thijs van Leer
- 1993: The Best of Focus: Hocus Pocus
- 2002: Focus 8
- 2003: Live in America
- 2004: Live at the BBC 1976
- 2006: Focus 9 / New Skin